# Chromosom 11 (Mensch)

Idiogramm des menschlichen Chromosoms 11

Chromosom 11 ist eines von 23 Chromosomen-Paaren des Menschen. In den meisten seiner Zellen liegt ein diploider Chromosomensatz vor, der somit zwei Exemplare dieses Chromosoms enthält: die Kopie eines mütterlichen und die Kopie eines väterlichen.

## Entschlüsselung des Chromosoms 11
Das Chromosom 11 besteht aus 134 Millionen Basenpaaren. Ein Basenpaar ist die kleinste Informationseinheit der DNA. Das Chromosom 11 enthält etwa 4 bis 4,5 % der gesamten DNA einer menschlichen Zelle. Die Identifizierung der Gene auf diesem Chromosom ist der Teil eines laufenden Prozesses zur Entschlüsselung des menschlichen Erbgutes. Auf dem Chromosom 11 befinden sich zwischen 1300 und 1900 Gene. Bisher sind 1368 davon bekannt.
Obwohl das Chromosom 11 von der Größe her ein nur mittelgroßes menschliches Chromosom ist, trägt es eine ausgesprochen hohe Anzahl von Genen. Als Folge davon haben auch entsprechend viele Krankheiten und Symptome (2006 waren es 171) ihren Ursprung in Mutationen und Störungen der Gene dieses Chromosoms. 765 Pseudogene, das sind nicht mehr funktionsfähige („abgeschaltete“) Gene, wurden 2006 bei der DNA-Sequenzierung ermittelt.

## Bekannte Gene auf dem Chromosom 11
Das Chromosom 11 enthält unter anderem folgende Gene:
- ADM: Adrenomedullin
- BAD: Bcl-2-Antagonist-of-Cell-Death
- LIM-Motiv-Onkogene
- LYVE1: Endothelialer Hyaluronsäurerezeptor 1 der Lymphgefäße
- TCN1: Transcobalamin
- SERPING1 codiert den Serin-Protease-Inhibitor C1-Esterase-Inhibitor. Mutationen dieses Gens sind ursächlich für das Hereditäre Angioödem
- C11orf30: Protein EMSY[4]
- CGRP: Calcitonin Gene-Related Peptide
- PAX6: Pax-Gen 6
- KCNJ1: Renal Outer Medullary Potassium channel
- WT-1: Wilms Tumorsuppressorgen
- ApoA-I/-IV/-V/ApoC-III: Apolipoprotein
- L-CPT1: Carnitin-Acyltransferase-System 1
- TRIM5: TRIM5alpha (TRIpartite Motif)
- DHCR7:7-Dehydrocholesterol-Reduktase
- Insulin[5][6]
- Insulinähnliche Wachstumsfaktoren (IGF): Gen für Insulin-like growth factor 2 (IGF 2)[7]

## Medizinische Bedeutung

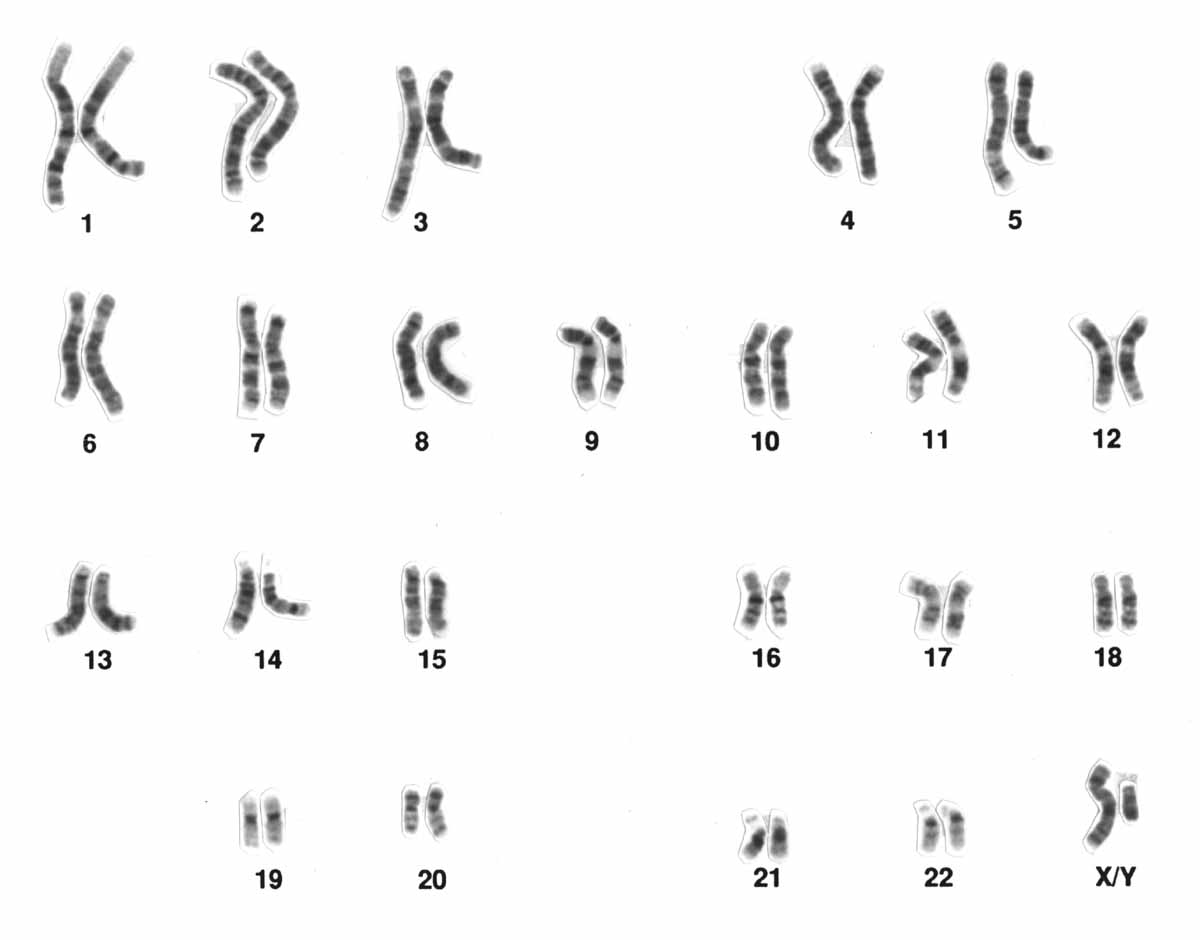
Die 46 Chromosomen des Menschen

Mit den auf dem Chromosom 11 befindlichen Genen werden unter anderem folgende genetisch bedingte Krankheiten oder Symptome in Verbindung gebracht:
- Akute intermittierende Porphyrie
- Okulokutaner Albinismus Typ 1
- Aniridie
- Bartter-Syndrom Typ II
- Beckwith-Wiedemann-Syndrom
- Blasenkrebs
- Brustkrebs
- Denys-Drash-Syndrom
- Emanuel-Syndrom
- Fokal segmentale Glomerulosklerose
- Hereditäres Angioödem durch Mutationen des Gens SERPING1
- Jacobsen-Syndrom
- Louis-Bar-Syndrom
- Nephroblastom
- Niemann-Pick-Krankheit Typ A + B
- Sichelzellenanämie
- Smith-Lemli-Opitz-Syndrom
- Thalassämie
- Papillon-Lefèvre-Syndrom[9]
- Potocki-Shaffer-Syndrom[10]